# Dennis Sciama
Dennis Sciama (18 novembre de 1926 – 19 desembre 1999) va ser un catedràtic anglès nascut a Manchester. Va publicar conjuntament amb Stephen Hawking diversos llibres com ara el de "Breu història del temps".